# Nacionalna demokratska unija Mozambika
Nacionalna demokratska unija Mozambika (port. União Democrática Nacional de Moçambique, UDENAMO), politička organizacija iz Portugalske Istočne Afrike (Portugalskog Mozambika) koja se borila za neovisnost Mozambika. Osnovana je 2. listopada 1960. godine u Harareu, ondašnjem Salisburyju u Južnoj Rodeziji, današnjem Zimbabveu. Čelnik je bio Adelino Gwambe. Tajnik je bio Uria Simango. Članstvo su činili većinom migrantski radnici i nezadovoljni studenti koji su izbjegli iz središnjih i južnih pokrajina Mozambika. UDENAMO je osnovan radi suprotstavljanja portugalskoj kolonijalnoj vlasti u Mozambiku. Ideologija mu je bila afrički nacionalizam i nacionalno oslobođenje. 
25. lipnja 1962. uz ohrabrenje od CONCP-a i Juliusa Nyererea, tri regionalno bazirane organizacije koje su se borile za neovisnost - Nacionalna demokratska unija Mozambika (UDENAMO), MANU i Nacionalna afrička unija neovisnog Mozambika (UNAMI) su se ujedinile čime je nastao FRELIMO.